# Museo naturalistico archeologico Maurizio Locati
Il Museo naturalistico archeologico "Maurizio Locati" è sito a Lama dei Peligni, in provincia di Chieti.
Il museo abruzzese è dedicato allo zoologo milanese Maurizio Locati.

## Descrizione

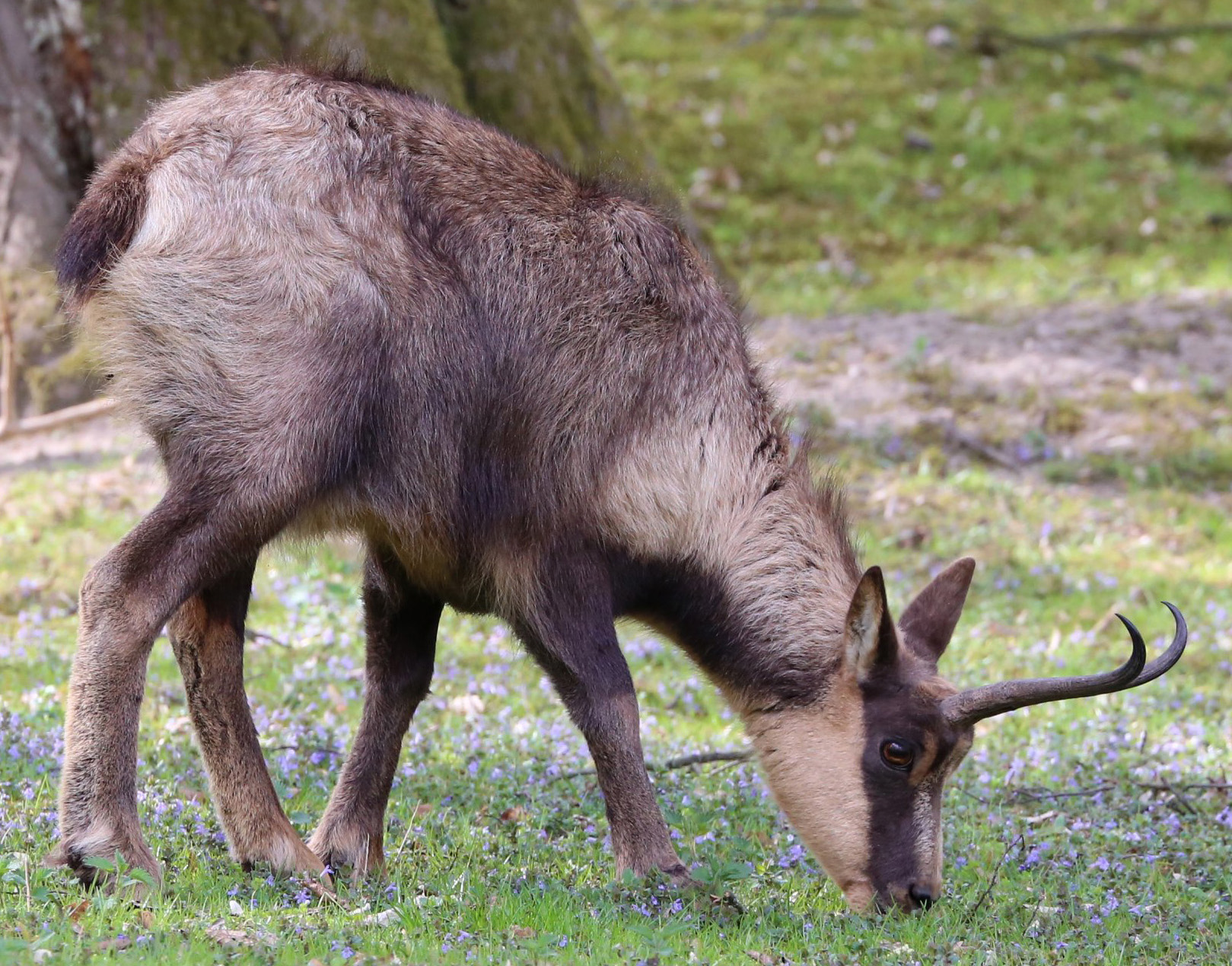
Esemplare di camoscio d'Abruzzo, specie allevata nella radura dell'altopiano sopra il museo

Il museo si suddivide in due sale in cui pannelli, diorami, supporti multimediali, reperti naturalistici ed archeologici mostrano la storia del territorio.
Una ricostruzione di una grotta della Maiella con le sue pitture rupestri introduce la sezione archeologica, dedicata a Francesco Verlengia. La sezione archeologica espone oggetti dalla Preistoria al Medioevo provenienti da Lama dei Peligni e dai comuni adiacenti: vasi, monete, un corredo funerario con oggetti in ferro e bronzo, delle lapidi funerarie romane di età imperiale ed il calco dell uomo della Maiella di cui l'originale risale a 7000 anni fa e proviene dagli scavi archeologici di Fonterossi.
La sezione naturalistica è dedicata al camoscio d'Abruzzo. Intorno al museo vi è il giardino botanico Michele Tenore che raccoglie circa 500 specie vegetali di cui la maggior parte è endemica dell'Appennino Centrale o esclusive della Maiella.